# Raionul Velîka Bilozerka, Zaporijjea
Velîka Bilozerka (în ucraineană Великобілозерський район, transliterat: Velîkobilozerskîi raion) este un raion în regiunea Zaporijjea, Ucraina. Reședința sa este comuna Velîka Bilozerka.

## Demografie
Componența lingvistică a raionului Velîka Bilozerka
     Ucraineană (93,72%)
     Rusă (5,81%)
     Alte limbi (0,32%)
Conform recensământului din 2001, majoritatea populației raionului Velîka Bilozerka era vorbitoare de ucraineană (93,72%), existând în minoritate și vorbitori de rusă (5,81%).